# (6445) Беллмор
(6445) Беллмор (англ. Bellmore) — астероид главного пояса, который был открыт 23 марта 1990 года американским астрономом Элеанор Хелин в Паломарской обсерватории, США  и назван в честь Тамары Белл и Майкла Мора, по случаю их свадьбы.

Орбита астероида Беллмор и его положение в Солнечной системе

Тиссеранов параметр относительно Юпитера — 3,350.